# Quitman (Missouri)
Quitman  è un'area non incorporata degli Stati Uniti d'America, nella contea di Nodaway, nello Stato del Missouri.

## Geografia fisica
Secondo lo United States Census Bureau, il villaggio ha una superficie totale di 0,34 Km.²

## Storia
In origine si chiamava Russellville. Più tardi, il nome fu cambiato in Quitman in onore di John A. Quitman, un ex governatore del Mississippi ed eroe nella guerra col Messico.
La città è stata fondata l'8 febbraio 1881, quando era una delle fermate del Nodaway Valley Railroad (la ferrovia per Kansas City, St. Joseph e Council Bluffs); attualmente parte della rete Burlington Northern.